# Couronne ducale de Styrie
La couronne ducale de Styrie (en allemand : Herzogshut der Steiermark) est une couronne dentelée, symbole du duché de Styrie.

## Histoire

Armoiries du Land de Styrie

Fabriquée par Ernest Ier (1377-1424), il s'agit de la plus ancienne et de l'unique couronne ducale utilisée par les ducs d'Autriche médiévaux qui soit parvenue jusqu'à nous. Utilisée lors des cérémonies d'hommage (Erbuhildung) des ducs puis archiducs d'Autriche, elle disparait après la cérémonie de Charles VI en 1728. Elle sera retrouvée dans un état désastreux en 1765 lors de la destruction de l'Armurie styrienne sous le règne de l'impératrice Marie-Thérèse, et sera restaurée aux frais de la Maison impériale. En 1785, elle est ramenée dans le trésor impérial de Vienne mais retournera en Styrie cinq ans plus tard, à la suite des réclamations des pouvoirs locaux. Elle est exposée au musée universel de Joanneum à Graz.
Elle est aujourd'hui toujours représentée sur les armoiries du Land de Styrie.

## Description
Constituée d'une coiffe de velours rouge et d'hermine, elle est entourée par une structure de vermeil formant des triangles. Les pointes supérieures de ces triangles sont surmontées de grosses perles baroques rajoutées lors de la restauration de 1766. La mince arche  partant du front, sertie d'émail, est surmontée d'une croix pattée. La couronne mesure environ 20 centimètres de hauteur et 20,5 cm de diamètre.

## Sources
- Austria Forum
- Landesmuseen : steirische Herzogshut